# Corsaires et Flibustiers
Corsaires et Flibustiers ou Les Corsaires est un feuilleton télévisé français en cinq parties totalisant treize épisodes de 26 minutes, réalisé par Claude Barma et Claude Boissol, diffusé du 24 septembre au 17 décembre 1966 sur la Première chaîne de l'ORTF.
Au Québec, elle a été diffusée à partir du 5 octobre 1966 à la Télévision de Radio-Canada sous le titre Les Corsaires.

## Synopsis
Ce feuilleton met en scène les aventures du capitaine Nicolas de Coursic, au temps des corsaires et des flibustiers.

## Distribution
- Michel Le Royer : Capitaine Nicolas Parray de Coursic
- Christian Barbier : François Louba
- Jean Mauvais : Pipe en Gueule
- Michel Creton : Tanne-Cuir
- Serge Marquand : Le Bougre
- Rico Lopez : la Ruade
- Sylvain Lévignac : la Saumure

## Épisodes

### Première partie: Nicolas
1. Nicolas
2. Sylvie
3. Le Piège

- Réalisation : Claude Barma assisté de Jacques Bourdon (seconde équipe)
- Scénario : Jacques Armand, Claude Barma, Pierre Gaspard-Huit
- Dialogues : Jacques Armand
- Décors : Maurice Valay
- Costumes : Francine Galliard-Risler

- Distribution :
- Annie Sinigalia : Sylvie Cailleret
- William Sabatier : Cailleret
- Alain Nobis : Commandant Quenoix
- Claude Carliez : Alain Le Quellec
- Claudio Gora : Gouverneur Le Quellec
- Massimiliano Turicci : Borgne-Cœur

### Deuxième partie: Monsieur de Marsan
1. Monsieur de Marsan
2. La Revanche des boucaniers
3. La Giralda

- Réalisation : Claude Boissol assisté de Jacques Bourdon (seconde équipe)
- Scénario : Jacques Armand, Claude Barma
- Dialogues : Jacques Armand
- Décors : Maurice Valay
- Costumes : Francine Galliard-Risler

- Distribution :
- Michel Vitold : Monsieur de Marsan
- Yves Bureau : Alexandre-Olivier Exquemelin
- Gérard Darrieu : Tire-Sec
- René Alone : le contremaître de de Marsan
- Gabriel Gascon : Capitaine Férez
- Claude Cerval : le prisonnier joueur
- Guy Saint-Jean : le geôlier joueur

### Troisième partie: L'Olonnais
1. L'Olonnais (épisode 11 sur YOU TUBE)
2. Le Rendez-vous (épisode 7 sur YOU TUBE)
3. L'Or de Maracaï (épisode 12 sur YOU TUBE)

- Réalisation : Claude Barma assisté de Jacques Bourdon (seconde équipe)
- Scénario : Jacques Armand, Claude Barma
- Dialogues : Jacques Armand
- Décors : Maurice Valay
- Costumes : Francine Galliard-Risler

- Distribution :
- Guy Delorme : François l'Olonnais
- Dante Maggio : T'as d'quoi
- Françoise Meyruels : la femme du bateau
- Henri Guégan : le voleur de rhum

### Quatrième partie: Le Trésor du Hollandais
1. Le Trésor du Hollandais (épisode 8 sur YOU TUBE)
2. Le Jugement (épisode 9 sur YOU TUBE)
3. Le Complot (épisode 10 sur YOU TUBE)

- Réalisation : Claude Barma assisté de Jacques Bourdon (seconde équipe)
- Scénario : Jacques Armand, Claude Barma
- Dialogues : Jacques Armand
- Décors : Maurice Valay
- Costumes : Francine Galliard-Risler

- Distribution :
- Geneviève Page : Mary Brown
- Nancy Holloway : Anne
- Robert Porte : Gibson
- Maurice Chevit : Bonnaventure
- Mick Besson : Abour
- Antoine Baud : Will

### Cinquième partie: Le Retour aux îles
1. Le Retour aux îles

- Réalisation : Claude Boissol et Jacques Bourdon
- Scénario & Dialogues: Jacques Rémy et Claude Boissol
- Décors : Maurice Valay
- Costumes : Francine Galliard-Risler

- Distribution :
- Christian de Tillière : Fulbert
- Jean Michaud : le Prévôt
- Kim Comba : le Bagarreur
- Michel Charrel : l'Officier

## Commentaires
C'est à Claude Barma, qui venait tout juste de réaliser Le Chevalier de Maison-Rouge que l'ORTF confie son projet de série inspirée des corsaires. Le tournage a lieu en 1966 sur le Lac de Garde, en Italie.
La musique est composée par Robert Mellin et Gian Piero Reverberi.
Le générique "Les Corsaires" a été écrit par François Deguelt, Robert Mellin, Gian Piero Reverberi
et interprété par Erik Montry. Une version chantée par François Deguelt sort en 1967.